# Nanning
Nanning (cinese: 南宁; pinyin: Nánníng; zhuang: Namzningz) è una città-prefettura della Cina, capitale della regione autonoma del Guangxi, nel sud del Paese.
È conosciuta come la “Città Verde” per la fitta vegetazione subtropicale della regione, per la straordinaria attenzione ecologica della città, per la pulizia e per l'impressionante allestimento di fiori e piante lungo quasi tutti i viali, nelle piazze e negli splendidi giardini pubblici. La prefettura si estende su una superficie di 22.189 km² e nel 2018 aveva una popolazione di 7 165 292 abitanti.

## Economia

### Turismo
In ambito turistico è classificata tra le prime dieci città cinesi e ha un polo industriale altamente sviluppato nei settori dell'energia, della farmaceutica e dell'agroalimentare.

## Amministrazione

### Gemellaggi
- Crema, dal 2015